# Barbar

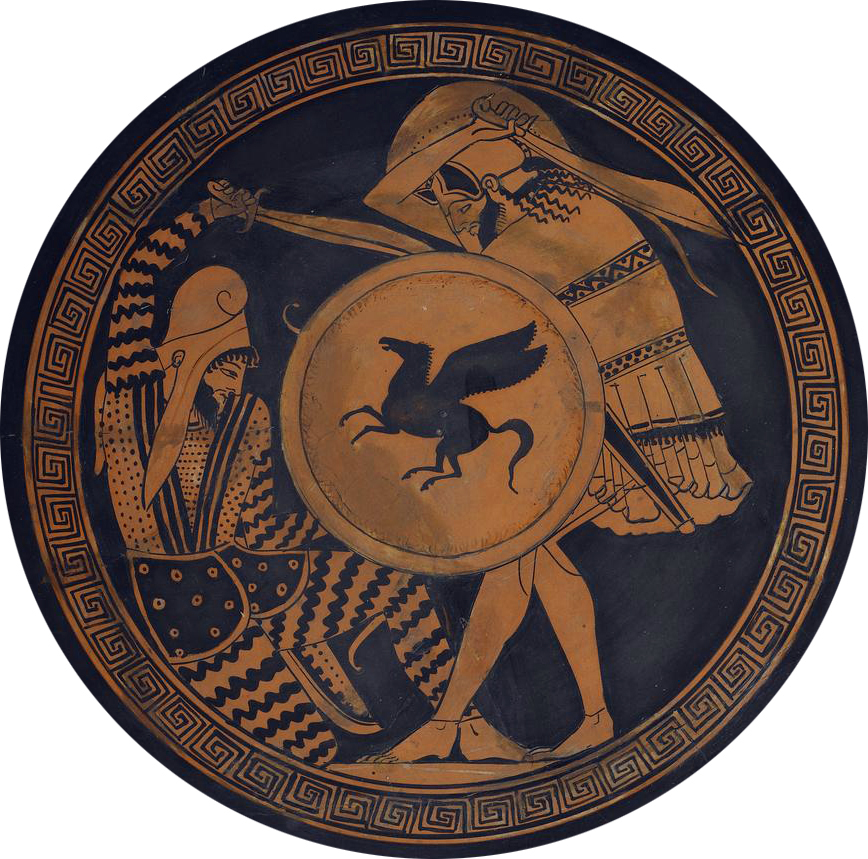
Řecký hoplít (vpravo) při boji s perským pěšákem (vlevo), výjev na kylixu z 5. století př. n. l.

Barbar (řec. βαρβαρος, barbaros) je slovo neznámého původu, původně snad onomatopoické slovo, napodobující nesrozumitelnou „řeč“ cizinců, podobně jako české slovo „brblat“. Řekové tak označovali příslušníky všech národů, jejichž jazyku nerozuměli (podobně jako české označení Němci). Od řecko-perských válek začalo toto slovo nabývat v řečtině hanlivého odstínu, který zcela převládl v období helénismu. Další možností je etymologický původ ve slově barba (latinsky vousy).
Od Řeků převzali pojem ve 3. století př. n. l. Římané, kteří se i jinak hlásili k řecké kultuře jako ke svému vzoru (třebaže část Řeků je samotné původně řadila k barbarům). Římané přesvědčení o univerzalitě své civilizace vztahovali pojem „barbar“, „barbaři“ na všechna etnika nacházející se vně jejich kulturního okruhu, například i na Peršany s jejich staletou státní tradicí. Přesto existovala jistá diferenciace – někteří antičtí autoři byli ochotni vidět v perské říši protiváhu říše římské, což pro germánské, skythské či jiné národy neplatilo. I výraz barbar je proto třeba chápat pružně, neboť z římské strany šlo spíše o vyjádření nároku na kulturní nadřazenost než o odsouzení jiných civilizací jako takových.
V latinské Americe nemá hanlivý nádech, naopak je chápán jako odvážný, neohrožený, bojovný člověk, používá se „que bárbaro“ – „jak barbarské“ ve smyslu „jak odvážné“.

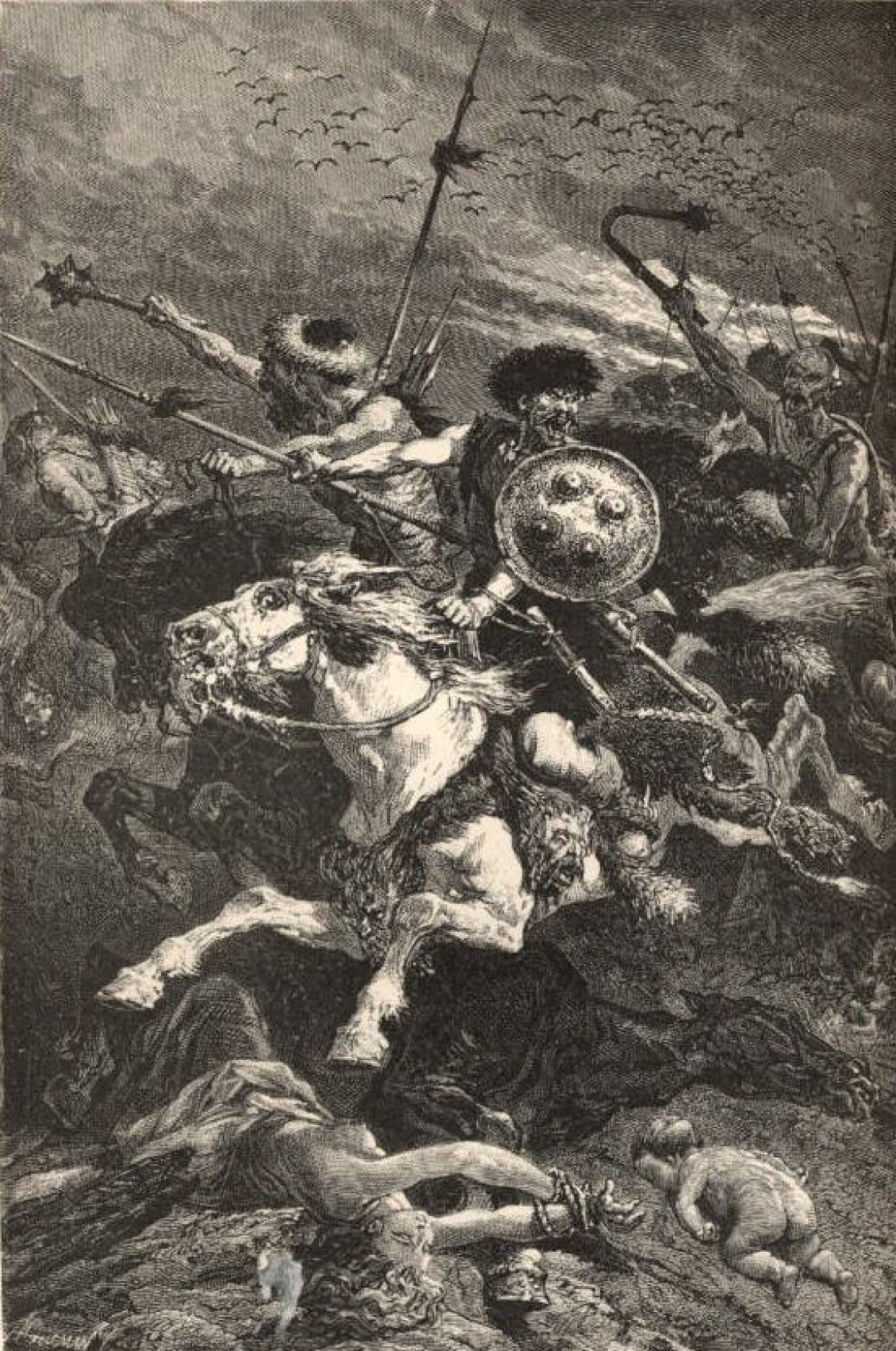
Výjev 19. století znázorňující stereotypně Huny jako barbary, A. De Neuville